# Парагвай на летних Олимпийских играх 2004
Парагвай принимал участие в Летних Олимпийских играх 2004 года в Афинах (Греция) в девятый раз за свою историю и завоевал одну серебряную медаль. Сборную страны представляли 2 женщины.

## 02!Серебро
- Футбол, мужчины.

## Результаты соревнований

### Академическая гребля
В следующий раунд из каждого заезда проходили несколько лучших экипажей (в зависимости от дисциплины). В финал A выходили 6 сильнейших экипажей, остальные разыгрывали места в утешительных финалах B-E.
Мужчины
| Соревнование | Спортсмены   | Предварительный заезд | Предварительный заезд | Предварительный заезд | Отборочный заезд | Отборочный заезд | Отборочный заезд | Полуфинал     | Полуфинал     | Полуфинал     | Финал   | Финал   | Итоговое место |
| Соревнование | Спортсмены   | Заезд                 | Время                 | Место                 | Заезд            | Время            | Место            | Заезд         | Время         | Место         | Время   | Место   | Итоговое место |
| ------------ | ------------ | --------------------- | --------------------- | --------------------- | ---------------- | ---------------- | ---------------- | ------------- | ------------- | ------------- | ------- | ------- | -------------- |
| одиночки     | Даниэль Соса | 1                     | 7:52,50               | 5                     | 3                | 7:21,03          | 4                | Полуфинал D/E | Полуфинал D/E | Полуфинал D/E | Финал E | Финал E | 26             |
| одиночки     | Даниэль Соса | 1                     | 7:52,50               | 5                     | 3                | 7:21,03          | 4                | 2             | 7:36,87       | 4             | 7:13,49 | 2       | 26             |